# Gruppenruf
Der Gruppenruf (multicast) ist ein vermittlungstechnisches Dienstmerkmal von Funkstationen und Mobilfunknetzen.
Beim Gruppenruf wird eine Gruppe von Teilnehmern ausgewählt und gerufen, mit der ein Teilnehmer kommunizieren möchte. Nach dem Aufbau der Mehrpunktverbindung kann bei den meisten Diensten nur im Halbduplex kommuniziert werden: einer redet, alle anderen hören zu. Es kann sich dabei sowohl um Sprachkommunikation als auch um Datenkommunikation handeln.
Der Gruppenruf ist im Betriebsfunk und im Bündelfunk möglich, ebenso in Funkrufnetzen und im GSM-Netz.